# 聖格雷戈里奧 (智利)

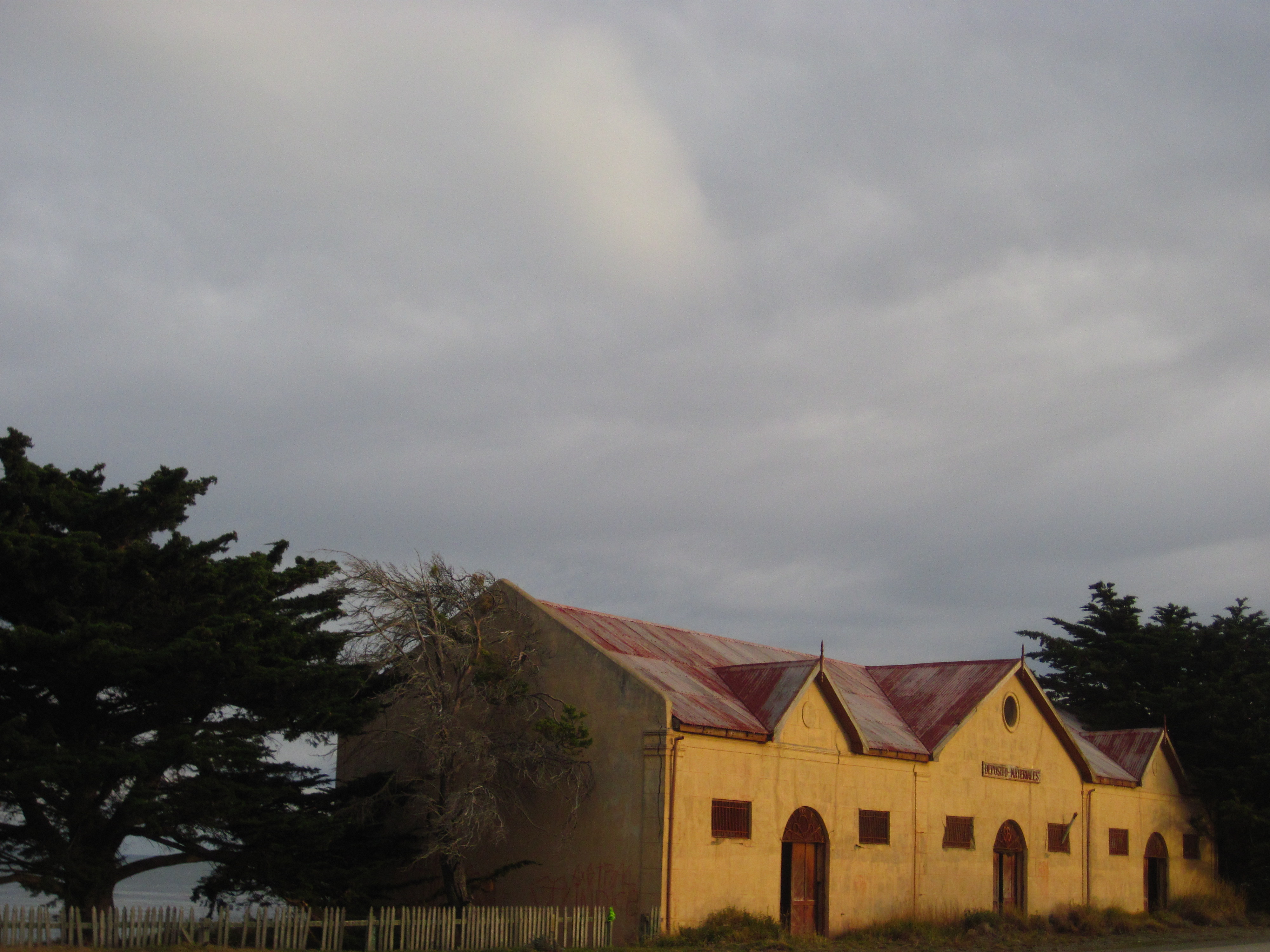

聖格雷戈里奧（西班牙語：San Gregorio），是智利的城鎮，位於該國南部麥哲倫-智利南極大區的麥哲倫省，面積6,883.7平方公里，海拔高度51米，2012年人口384人，人口密度每平方公里0.06人。